# Carl Ditters von Dittersdorf

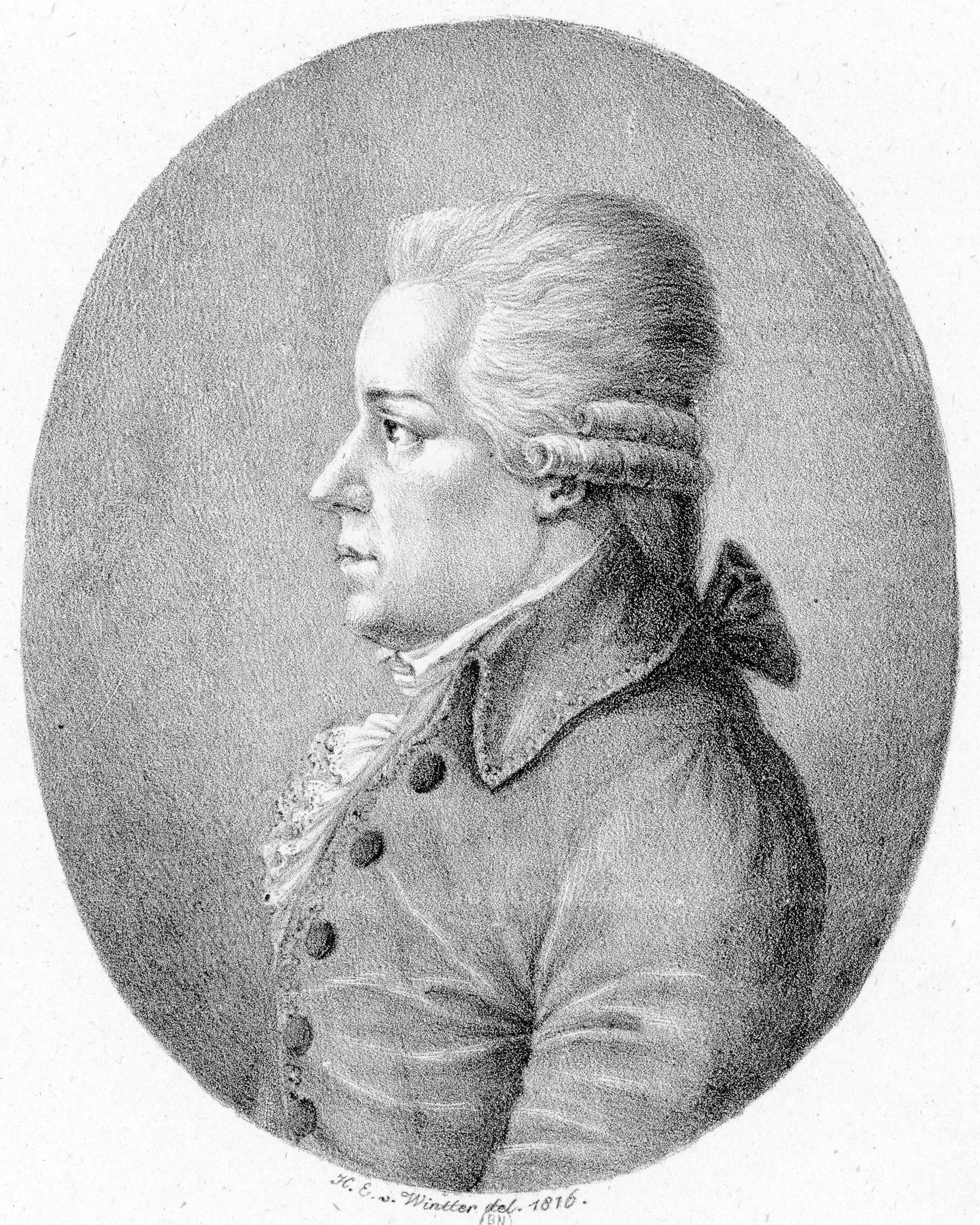
Carl Ditters von Dittersdorf

Johann Carl Ditters von Dittersdorf (* 2. November 1739 als Johann Carl Ditters in Wien, ob der Laimgrube; † 24. Oktober 1799 in Neuhof, Böhmen) war ein österreichischer Komponist und Violinvirtuose sowie Forstmeister.

## Leben

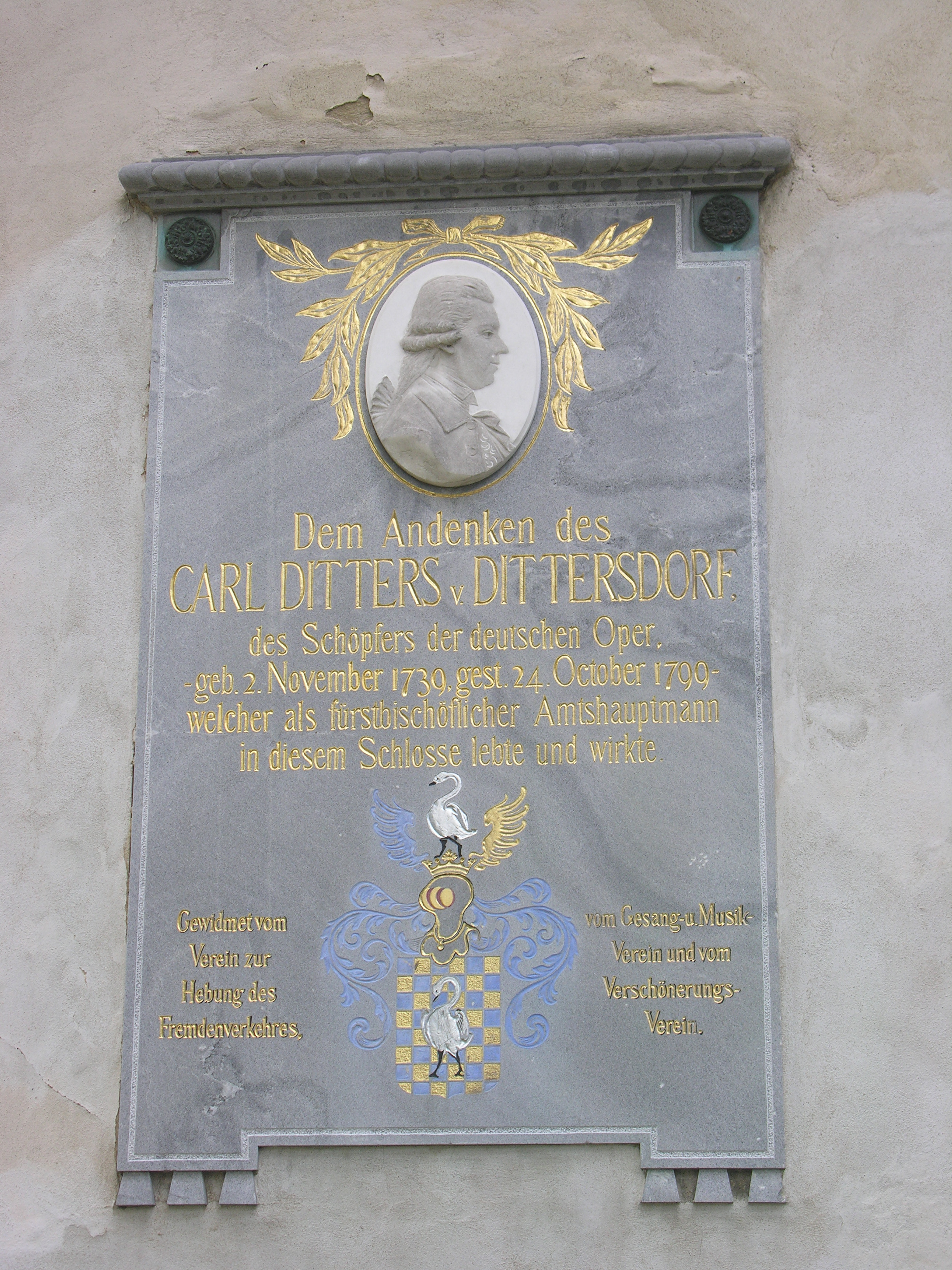
Gedenktafel für Karl Ditters von Dittersdorf an der Burg in Freiwaldau

Nachdem Ditters im Alter von sieben Jahren seinen ersten Violinunterricht erhalten hatte, kam er 1751 als Kammerknabe in die Dienste des Prinzen Joseph von Sachsen-Hildburghausen und wirkte als Violinist in dessen Kapelle.
Nach der Auflösung der Kapelle im Jahr 1761 wurde Ditters in das Wiener Hofopernorchester aufgenommen. Christoph Willibald Gluck nahm ihn 1763 mit auf eine Italienreise, wo Ditters als Violinvirtuose große Erfolge feierte.
Im Jahr 1765 wurde Ditters Kapellmeister des Bischofs Adam Patachich von Großwardein in Siebenbürgen. Diesen Posten hatte von 1757/1760 bis 1762 Michael Haydn innegehabt. 1769 mussten das Orchester und das Theater aufgrund eines Befehls der jansenistisch geprägten Kaiserin Maria Theresia aufgelöst werden. 1770 wurde Ditters Kapellmeister des Fürstbischofs von Breslau, Philipp Gotthard von Schaffgotsch, auf Schloss Johannesberg (Janský Vrch) in Jauernig (Javorník). Gleichzeitig war er bischöflicher Forstmeister.
1773 wurde er vom Kaiser geadelt und durfte sich fortan Johann Carl Ditters von Dittersdorf nennen. Im selben Jahr wurde er zum Amtshauptmann in Freiwaldau (Jeseník) ernannt. Kurz zuvor war ihm der päpstliche Orden vom Goldenen Sporn verliehen worden, was ihn berechtigte, sich „Ritter“ zu nennen. Im Gegensatz zu Gluck machte er zwar wie Mozart von diesem Recht keinen Gebrauch; aber im Gegensatz zu Mozart war er gleich darauf in den Adelsstand erhoben worden.
Im Sommer 1784 besuchte er Wien, wo ihm einmal an einer Abendunterhaltung bei dem englischen Komponisten Stephen Storace (1762–1796) der irische Tenor und spätere erste „Don Basilio“ und „Don Curzio“ Michael Kelly begegnete. Die Ansicht, der zufolge Dittersdorf erst durch gemeinsames Streichquartettspiel mit J. Haydn, Mozart und Vaňhal zur Komposition in diesem Genre angeregt worden sei, geht allein auf Kellys Schilderung dieses Abends zurück:

“[…] in the interim, Storace gave a quartet party to his friends. The players were tolerable; not one of them excelled on the instrument he played, but there was a little science among them, which I dare say will be acknowledged when I name them:
The First Violin: HAYDN.
The Second Violin: BARON DITTERSDORF.
The Violoncello: VANHALL.
The Tenor: MOZART.
The poet Casti and Paesiello formed part of the audience. I was there, and a greater treat or a more remarkable one cannot be imagined.
On the particular evening to which I am now specially referring, after the musical feast was over, we sat down to an excellent supper, and became joyous and lively in the extreme. […]”

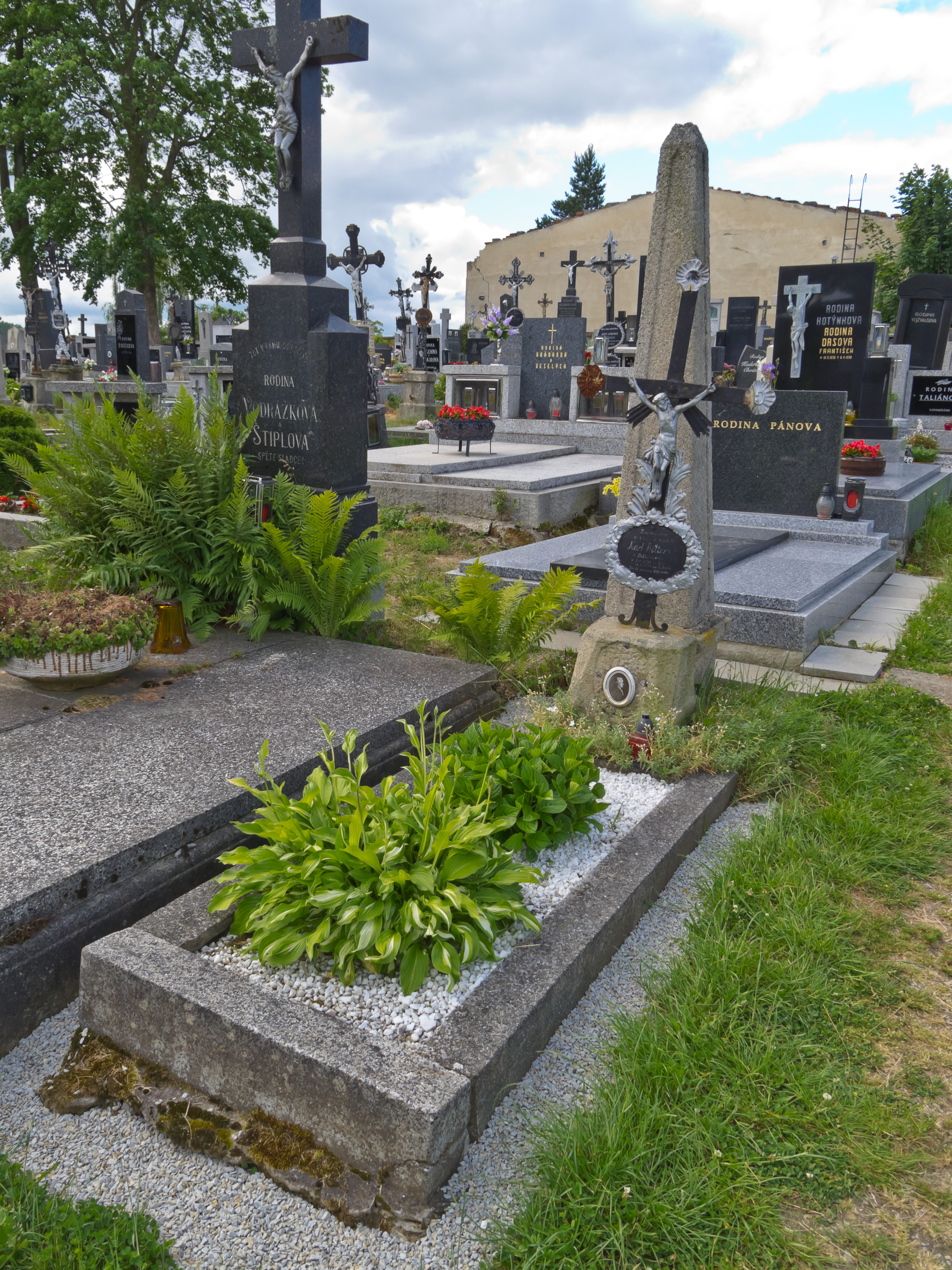
Grab in Deštná u Jindřichova Hradce

Um 1790 wurde Dittersdorf Kapellmeister des Orchesters des Herzogs Carl Christian Erdmann von Württemberg-Oels (1716–1792) im niederschlesischen Oels (heute Oleśnica). In den Sommermonaten musizierte die Kapelle im oberschlesischen Carlsruhe, das damals Sommerresidenz des Herzogs war.
Sein Lebensende verbrachte er, mittellos und von der Gicht gezeichnet, seit 1796 als Gast des Besitzers der Herrschaft Rothlhotta, des aus Schlesien stammenden Ignaz von Stillfried (1734–1805) auf dem Neuhof bei Deschna in Südböhmen. Er diktierte seinem Sohn seine Erinnerungen, die kurz nach seinem Tode erschienen (Leipzig 1801) und heute eine wichtige Quelle für diese Zeit darstellen (ein Nachdruck erschien 1940).
Seine letzte Ruhestätte befindet sich auf dem Friedhof von Deštná u Jindřichova Hradce, Tschechien. Im Jahr 1913 wurde die Dittersdorfgasse in Wien-Hernals nach ihm benannt.
Zu seinen Schülern zählten Wenzel Müller und Johann Baptist Vanhal.

## Werke (Auswahl)
Ditters war ein äußerst produktiver Komponist der Wiener Klassik, schrieb 32 Opern und Singspiele, bei denen er teilweise die Libretti selbst verfasste. Heute noch bekannt ist neben einigen Instrumentalwerken vor allem sein Singspiel Doktor und Apotheker.

### Solokonzerte
- Kontrabasskonzert Nr. 1 Es-Dur (heute meist in D-Dur gespielt)
- Kontrabasskonzert Nr. 2 Es-Dur (heute meist in E-Dur gespielt)
- Cembalokonzert A-Dur (1779) (heute oft als Harfenkonzert gespielt)
- Cembalokonzert B-Dur (1773)
- Cellokonzert
- Violakonzert
- Violinkonzert C-Dur
- Doppelkonzert für zwei Violinen C-Dur
- Doppelkonzert für zwei Violinen D-Dur
- Fünf Oboenkonzerte
- Konzert für Oboe d’amore
- Konzert für Flöte und Orchester e-Moll

### Sinfonien
Carl Ditters von Dittersdorf komponierte etwa 130 Sinfonien, von denen 30 auch gedruckt wurden.
- Sinfonia concertante für Kontrabass, Viola und Orchester D-Dur
- Sinfonie F-Dur
- Sinfonie d-Moll
- Sinfonie g-Moll
- Sinfonie Es-Dur
- Zwölf Sinfonien nach Ovids Metamorphosen, davon erhalten:
  - Sinfonie Nr. 1 C-Dur Die vier Weltalter der Antike
  - Sinfonie Nr. 2 D-Dur Der Sturz Phaetons
  - Sinfonie Nr. 3 G-Dur Die Verwandlung Actaeons in einen Hirsch
  - Sinfonie Nr. 4 F-Dur Die Rettung der Andromeda durch Perseus
  - Sinfonie Nr. 5 D-Dur Die Versteinerung des Phineus und seiner Freunde
  - Sinfonie Nr. 6 A-Dur Die Verwandlung der lykischen Bauern in Frösche

Von weiteren sechs Symphonien sind drei nur in Klavierauszügen zu vier Händen erhalten und drei nur dem Titel nach bekannt:
- - Sinfonie Nr. 7 Jason und das Goldene Vließ (Klavierauszug)
  - Sinfonie Nr. 8 Die Belagerung von Megara (nur Titel bekannt)
  - Sinfonie Nr. 9 Apotheose des Herkules (Klavierauszug)
  - Sinfonie Nr. 10 Orpheus und Eurydike (nur Titel bekannt)
  - Sinfonie Nr. 11 Midas als Schiedsrichter zwischen Pan und Apoll (nur Titel bekannt)
  - Sinfonie Nr. 12 Ajax und Odysseus streiten sich um die Waffen des Achill (Klavierauszug)

### Kammermusik
- 6 Streichtrios
- 6 Streichquartette (D-Dur, B-Dur, G-Dur, C-Dur, Es-Dur, A-Dur)
- 12 Streichquintette
- 136 Klavierstücke
- Duo für Viola und Kontrabass Es-Dur
- Divertimento für zwei Violinen und Violoncello Es-Dur
- Divertimento für Violine, Viola und Violoncello D-Dur

### Opern
- Arcifanfano, 1774
- Doktor und Apotheker, 1786
- Betrug durch Aberglauben, 1786
- Hieronymus Knicker, 1787
- Die Liebe im Narrenhause, 1787
- Das rote Käppchen, 1788
- Don Quixote der Zweyte, 1795
- Gott Mars und der Hauptmann von Bärenzahn, 1795
- Die lustigen Weiber von Windsor, 1796
- Der Mädchenmarkt, 1797
- Die Opera Buffa, 1798

### Oratorien
- Isacco figura del redentore
- Davide penitente
- La Liberatrice del Popolo Giudaico nella Persia, o sia l’Esther
- Giob
- Discontaro

### Sonstiges
- Messe in c-Moll
- Pastoral-Motette
- Requiem c-Moll für Soli, Chor und Orchester
- Offertorium zu Ehren des Heiligen Johann von Nepomuk (Offertorium in honorem S. Joannis Nepomuceni)
- Lauretanische Litanei (Litaniae lauretanae) D-Dur

## Diskographie (Auswahl)
- Sinfonias on Ovid’s Metamorphoses, Nos. 1–3, Failoni Orchestra, Hanspeter Gmür, 1995, Naxos Nx 8553368
- Sinfonias on Ovid’s Metamorphoses, Nos. 4–6, Failoni Orchestra, Hanspeter Gmür, 1995, Naxos Nx 8553369
- Sinfonies exprimant les Métamorphoses d’Ovide, Nos. 1–6, Prague Chamber Orchestra, Bohumil Gregor, 1988, Supraphon
- Sinfonias. Grave d1, Grave F7, Grave g1, Failoni Orchestra, Uwe Grodd, 1996, Naxos Nx 8553974
- Sinfonias. Grave a2, Grave D16, Grave A10, Failoni Orchestra, Uwe Grodd, 1996, Naxos Nx 8553975
- Sinfonien in D, Es, A, Lisbon Metropolitan Orchestra, Álvaro Cassutto, 2006, Naxos
- Double Bass Concertos, Swedish Chamber Orchestra, Paul Goodwin, Chi-Chi Nwanoku, 2000, hyperion
- Klavierkonzerte A-Dur und B-Dur, Christiane Klonz, Thüringer Symphoniker Saalfeld-Rudolstadt, Oliver Weder, 2009, claXL
- String Quartets 1 & 3–5, Franz Schubert Quartet, 1989, cpo 999 038-2
- String Quartets 2 & 6, String Quintets in C & G, Franz Schubert Quartet, 1992, cpo 999 122-2
- Geistliche Musik (Requiem, Offertorium zu Ehren des Heiligen Johann von Nepomuk, Lauretanische Litanei), Regensburger Domspatzen, Consortium musicum München, Georg Ratzinger, 1996 + 1987, Freiburger Musikforum / ars musici AM 1158-2
- Three Ovid Sonatas, James Tibbles und Michael Tsalka, 2017, Naxos 8.573740